# Кострикин, Юрий Максимович
Юрий Максимович Кострикин — учёный в области водоприготовления, водно-химического режима на тепловых электростанциях, доктор технических наук, лауреат Сталинской премии.

## Биография
Родился 25 сентября 1905 года.
После окончания МВТУ (1926) работал во Всесоюзном теплотехническом институте. Там в 1931 году организовал и возглавил Водную лабораторию, в 1951 году переименованную в Водное отделение.
В его лаборатории был создан новый способ водоприготовления — Н-катионирование, а также разработан принцип химического обессоливания.
Под его руководством проведён комплекс работ по изучению катионитного способа умягчения воды, что позволило в 1933—1936 гг. провести коренную реконструкцию устройств по подготовке воды на советских электростанциях.
В 1967 г. защитил докторскую диссертацию «Изучение внутрикотловых процессов и вопросов организации и разработки методов химического контроля пароводяного хозяйства».
Автор 180 научных трудов.
Сталинская премия 1946 года — за разработку новых методов умягчения и обессоливания воды органическими веществами.
Награждён орденами Трудового Красного Знамени и «Знак Почёта» и несколькими медалями.

## Сочинения
- Методика определения гидразина в водах теплосилового хозяйства [Текст]. — Москва : Отд. техн. информации ВТИ, 1962. — 8 с.; 22 см.
- Определение содержания железа в водах теплосилового хозяйства [Текст]. — Москва : Отд. техн. информации, 1962. — 17 с.; 22 см.
- Водоподготовка и водный режим энергообъектов низкого и среднего давления : Справочник / Ю. М. Кострикин, Н. А. Мещерский, О. В. Коровина. — М. : Энергоатомиздат, 1990. — 251,[1] с. : ил.; 24 см; ISBN 5-283-00083-4
- Временные указания по водному режиму барабанных котлов высокого давления [Текст] / М-во электростанций СССР. Техн. отд. — [Москва] : [изд-во и стеклогр. БТИ Оргрэс], [1948]. — 118 с.; 8 л. ил. : ил.; 29 см.
- Пермутитовый способ очистки воды [Текст] / Ю. М. Кострикин, Ф. Е. Прохоров, С. М. Гурвич; Всес. теплотех. ин-т им. Ф. Дзержинского. — Москва ; Ленинград : ГОНТИ, Ред. энергет. лит-ры, 1939 (Ленинград). — 144 с. : черт.; 25 см.
- Предотвращение образования накипи в работающих котлах и средней мощности [Текст] / инж. Кострикин Ю. М. и инж. Шапкин И. Ф.; Всес. науч. инж.-тех. о-во текстил. пром-сти, Энерго-механ. сектор. — Москва : [б. и.], 1941. — 24 с., без тит. л. : черт.; 22 см.
- Проблемы энергетики : Серия. — СПб. : Энерготех, 2000-____. — 21 см. Вып. 5: Анализ качества воды, пара и отложений в теплосиловом хозяйстве: методика и расчеты / Ю. М. Кострикин [и др.]. — СПб. : Энерготех, 2004 (ООО ИПК Бионт). — 631 с. : табл.; 22 см; ISBN 5-93364-003-4
- Оператор водоподготовки / С. М. Гурвич, Ю. М. Кострикин. — 2-е изд., перераб. — М. : Энергоиздат, 1981. — 303 с. : ил.; 19 см.
- Предотвращение образования медных накипей в паровых котлах с многократной циркуляцией [Текст] / Канд. техн. наук Ю. М. Кострикин, канд. техн. наук Н. Н. Манькина ; Глав. энергет. упр. при Госплане СССР Союзглавэнерго. Гос. трест по организации и рационализации район. электр. станций и сетей «Оргрэс». — Москва ; Ленинград : Госэнергоиздат, 1960. — 72 с. : ил.; 20 см.